# Kasteel van Grinzane Cavour
Het kasteel van Grinzane Cavour (Italiaans: Castello di Grinzane Cavour) is een fortificatie in Grinzane Cavour, Piëmont, Italië. Op 22 juni 2014 werd het ingeschreven op de UNESCO-Werelderfgoedlijst als onderdeel van de inschrijving wijngaardlandschap van Piëmont: Langhe-Roero en Monferrato.

## Geschiedenis
Vermeldingen over de vroege geschiedenis van het kasteel zijn uiterst schaars en de oorsprong wordt afwisselend toegeschreven aan de 13e eeuw of rond 1350. Het kasteel heeft een grote toren, waarvan wordt gedacht dat het het oudste deel van de constructie is; de rest van het kasteel heeft vergelijkbare kenmerken, en daarom is het waarschijnlijk dat het in dezelfde tijd is gebouwd.
In de 15e eeuw waren het kasteel en de omgeving eigendom van de markies van Busca, wiens heraldische symbolen zijn gevonden in sommige kamers, onder later pleisterwerk. Later viel het onder verschillende heren, waarvan de beroemdste halverwege de 19e eeuw Camillo Benso di Cavour was, die hier vanaf 1830 woonde. Cavour restaureerde de constructie en verbeterde de wijnbouw in het gebied. In 1832 werd hij burgemeester van Grinzane, een functie die hij bekleedde tot 1849. Cavour stond ook bekend als de architect van de eenwording van Italië.
Het kasteel herbergt momenteel een etnologisch museum met originele meubelstukken uit de 19e eeuw en kamers gewijd aan het verblijf van Cavour en de Italiaanse wijnproductie. Het kasteel bevat ook de Cavour Regional Enoteca opgericht in 1967 om de wijnen van de beroemde Langhe-regio van Piëmont te presenteren - in het bijzonder de Barbaresco en Barolowijnen, evenals het sterrenrestaurant, Marc Lanteri Al Castello.

## Beschrijving
Het kasteel heeft een rechthoekige plattegrond en ziet er massief uit, met een grote donjon die een hele vleugel beslaat en een U-vormige structuur met een reeks torentjes: twee vierkante en twee ronde, waarvan de laatste, die in de 16e eeuw werd toegevoegd, puntig is.
Er is een reeks kamers, waarvan er één, genaamd Sala delle Maschere (“Maskerzaal”), een plafond heeft dat versierd is met 157 panelen met wapenschilden, dieren en allegorieën ter ere van het huwelijk van Pietrino Falletti, die het kasteel in 1517 bezat.
In 2010 werd een nieuw gebouw ingewijd. Het herbergt educatieve ruimtes en een zaal die gebruikt wordt voor vergaderingen. Daarnaast bevat het kasteel een enoteca (wijnkelder), een café en een restaurant.